# Stadion Tamme
Stadion Tamme (est. Tamme staadion) je višenamjenski stadion u Tartuu, Estonija. On se trenutačno koristi uglavnom za nogometne utakmice i dom je nogometnog kluba JK Tammeka Tartu. Stadion ima kapacitet od 2.000 mjesta. Stadion se trenutačno renovira, te bi nakon renoviranja trebao imati 1.500 mjesta.

## Vanjske poveznice
- Službene stranice